# Pamphobeteus petersi
Pamphobeteus petersi is een spinnensoort in de taxonomische indeling van de vogelspinnen (Theraphosidae).
Het dier behoort tot het geslacht Pamphobeteus. De wetenschappelijke naam van de soort werd voor het eerst geldig gepubliceerd in 2002 door Joachim Schmidt.